# Список глав государств в 1237 году
Список глав государств в 1236 году — 1237 год — Список глав государств в 1238 году — Список глав государств по годам

## Азия
- Аббасидский халифат — Аль-Мустансир Биллах, халиф (1226 — 1242)
- Айюбиды —
  - Ан-Насир Юсуф, эмир Алеппо[англ.] (1236 — 1260)
  - Аль-Ашраф Муса, эмир Дамаска[англ.] (1229 — 1237)
  - Аль-Ашраф Муса, эмир Дамаска[англ.] (1237 — 1238, 1239 — 1245)
  - Аль-Музаффар Гази, эмир Месопотамии[англ.] (1220 — 1247)
  - Аль-Музаффар Махмуд, эмир Хамы[англ.] (1229 — 1244)
  - Аль-Муджахид Ширкух, эмир Хомса[англ.] (1186 — 1240)
- Анатолийские бейлики —
  - Артукиды — Атрук-Арслан Насир, эмир Мардина (1201 — 1239)
  - Менгджуки (Менгучегиды) — Музаффар ад-дин Мухаммед, бей (1228 — 1243)
  - Османский бейлик — Эртогрул, бей (1230 — 1281)
- Антиохийское княжество — Боэмунд V, князь (1233 — 1252)
- Грузинское царство — Русудан, царица (1223 — 1245)
- Дайвьет — Чан Тхай Тонг, император[англ.] (1225 — 1258)
- Дали (Дачжун) — Дуань Чжисян, император (1204 — 1238)
- Иерусалимское королевство — Конрад II, король (1228 — 1254)
- Индия —
  - Ахом — Сукапхаа, махараджа[англ.] (1228 — 1268)
  - Венад[англ.] — Рави Керала Варма Тирувади, махараджа[англ.] (1214 — 1240)
  - Восточные Ганги[англ.] — Анангабхима Дева II, царь[англ.] (1211 — 1238)
  - Делийский султанат — Разия, султан (1236 — 1240)
  - Какатия — Ганапати, раджа (1199 — 1261)
  - Камата — Сандхья, махараджа (1228 — 1260)
  - Качари — Макардвай Нарайян, царь (ок. 1210 — ок. 1286)
  - Кашмир (Лохара) — Самграмадева, царь[англ.] (1235 — 1252)
  - Пандья — Мараварман Сундара, раджа (1216 — 1238)
  - Парамара[англ.] — Девапала, махараджа[англ.] (1218 — 1239)
  - Соланки — Бхимадева II Бхоло, раджа (1178 — 1242)
  - Хойсала — Вира Сомешвара, махараджадхираджа (1235 — 1253)
  - Чандела — Траилокьяварман, раджа (1203 — 1254)
  - Чола — Раджараджа Чола III, махараджа (1218 — 1246)
  - Ядавы (Сеунадеша) — Сингхана II, махараджа (1200 — 1247)
- Индонезия —
  - Сингасари — Анусапати, раджа (1227 — 1248)
  - Сунда — Гуру Дармасикса, махараджа (1175 — 1297)
- Иран —
  -  Хазараспиды — Малик Хазарасп, атабек (1204 — 1248)
- Йемен —
  -  Расулиды — Аль-Мансур Умар I, эмир (1229 — 1249)
- Кедах — Муджаффар Шах II, султан[англ.] (1236 — 1280)
- Киликийское царство — Забел, царица (1219 — 1252)
- Кипрское королевство — Генрих I, король (1218 — 1253)
- Китай (Империя Сун)  — Ли-цзун (Чжао Юнь), император (1224 — 1264)
- Кхмерская империя (Камбуджадеша) — Индраварман II, император (1218 — 1243)
- Конийский (Румский) султанат — 
  - Кей-Кубад I, султан (1219 — 1237)
  - Кей-Хосров II, султан (1237 — 1246)
- Корея (Корё)  — Коджон, ван (1213 — 1259)
- Лемро — 
  - Нганалон, царь[англ.] (1234 — 1237)
  - Аломафью, царь[англ.] (1237 — 1243)
- Мальдивы — Валла Дио, султан (1233 — 1258)
- Монгольская империя — Угэдэй, великий хан (1229 — 1241)
  - Золотая Орда (Улус Джучи) — Батый, хан (1224 — 1255)
  - Чагатайский улус — Чагатай, хан (1224 — 1242)
- Никейская империя — Иоанн III Дука Ватац, император (1221 — 1254)
- Паган — Кьясва, царь[англ.] (1235 — 1251)
- Рюкю — 
  - Сюнтэн, ван (1187 — 1237)
  - Сюн Бадзюнки, ван (1237 — 1248)
- Сельджукиды — Бадр ад-Дин Лулу, эмир Мосула (1234 — 1259)
- Трапезундская империя — Иоанн I Аксух, император (1235 — 1238)
- Графство Триполи — Боэмунд V, граф (1233 — 1252)
- Тямпа — Джая Парамесвараварман II, царь (1220 — 1254)
- Ширван — Фарибурз III, ширваншах (1225 — 1243)
- Шри Ланка — 
  - Дамбадения[англ.] — Параккамабаху II, царь (1234 — 1269)
  - Джафна — Калинга Магха, царь[англ.] (1215 — 1255)
- Япония — 
  - Сидзё, император (1232 — 1242)
  - Фудзивара-но Ёрицунэ, сёгун (1226 — 1244)

## Америка
- Куско — Синчи Рока, сапа инка (1230 — 1260)

## Африка
- Абдальвадиды (Зайяниды) — Абу Ахья бин Зайян, султан (1236 — 1283)
- Айюбиды — Аль-Камиль, султан Египта (1218 — 1238)
- Альмохады — Абд аль-Вахид ар-Рашид, халиф (1232 — 1242)
- Бенинское царство — Эвека I, оба[англ.] (1180 — 1246)
- Вогодого — Недега, нааба (ок. 1230 — ок. 1253)
- Канем — Дунама II Дибалами, маи (1221 — 1259)
- Кано[англ.] — Нагуджи, король[англ.] (1194 — 1247)
- Килва — Боне ибн Сулейман, султан (1225 — 1263)
- Мали — Сундиата Кейта (Мари Диата I), манса (1235 — 1255)
- Мариниды — Усман I, султан (1217 — 1240)
- Нри[англ.] — Буифе, эзе[англ.] (1159 — 1259)
- Хафсиды — Абу Закария Яхья I, султан (1229 — 1249)
- Шоа — Махамед, султан[англ.] (1235 — 1239)
- Эфиопия — Йэтбарак, император (1207 — 1247)

## Европа
- Англия — Генрих III, король (1216 — 1272)
- Болгарское царство — Иван Асень II, царь (1218 — 1241)
- Босния — Матвей Нинослав, бан (1232 — 1250)
- Венгрия — Бела IV, король (1235 — 1270)
- Венецианская республика — Якопо Тьеполо, дож (1229 — 1249)
- Дания — Вальдемар II Победоносный, король (1202 — 1241)
- Ирландия —
  - Десмонд — Кормак Финн Маккарти, король (1229 — 1247)
  - Коннахт — Фелим мак Катал Уа Конхобар, король (1233 — 1265)
  - Тир Эогайн — Домналл мак Муйрхертайг мак Лохлайнн, король (1234 — 1238)
  - Томонд — Доннхад Кайрпрех мак Домнайлл O’Брайен, король (1210 — 1242)
- Испания —
  - Ампурьяс — Понс IV, граф (1230 — 1269)
  - Арагон — Хайме I Завоеватель, король (1213 — 1276)
  - Кастилия и Леон — Фернандо III, король (1230 — 1252)
  - Мальорка — Хайме I Завоеватель, король (1231 — 1276)
  - Наварра — Теобальдо I (Тибо IV Шампанский), король (1234 — 1253)
  - Ньебла (тайфа) — Су Аиб, эмир (1234 — 1262)
  - Пальярс Верхний — Роже I де Комменж, граф (ок. 1229 — ок. 1240)
  - Прованс — Раймунд Беренгер IV, граф (1209 — 1245)
  - Урхель — Понс I де Кабрера, граф (1236 — 1243)
- Киевская Русь (Древнерусское государство) — 
  -  Владимиро-Суздальское княжество — Юрий Всеволодович, великий князь Владимирский (1212 — 1216, 1218 — 1238)
    -  Переяславль-Залесское княжество — Ярослав Всеволодович, князь (1212 — 1246)
    -  Ростовское княжество — Василько Константинович, князь (1218 — 1238)
    -  Ярославское княжество — Всеволод Константинович, князь (1218 — 1238)
    -  Углицкое княжество — Владимир Константинович, князь (1218 — 1249)

  -  Киевское княжество — Ярослав Всеволодович, великий князь Киевский (1236 — 1238, 1243 — 1246)
  -  Галицко-Волынское княжество — 
    -  Волынское княжество — Даниил Романович, князь (1215 — 1238)
    -  Галицкое княжество — Михаил Всеволодович, князь (1235 — 1238)
    -  Луцкое княжество — Василько Романович, князь (1228 — 1238)

  -  Муромское княжество — 
    - Юрий Давыдович, князь (1228 — 1237)
    - Ярослав Юрьевич, князь (1237 — ок. 1248)

  -  Новгород-Северское княжество — Мстислав Глебович, князь (ок. 1212 — ок. 1238)
  -  Новгородское княжество — Александр Ярославич Невский, князь (1236 — 1240, 1241 — 1252, 1257 — 1259)
  -  Овручское княжество — Владимир Рюрикович, князь (1219 — 1223, 1236 — 1239)
  -  Полоцкое княжество — Брячислав Василькович, князь (1232 — ок. 1248)
    -  Витебское княжество — Изяслав Брячиславич, князь (1232 — 1262, 1264)

  -  Псковское княжество — Юрий Мстиславич, князь (1232 — 1240)
  -  Рязанское княжество — 
    - Юрий Ингваревич, князь (1235 — 1237)
    - без князя в 1237-1252 гг.

  -  Смоленское княжество — Святослав Мстиславич, князь (1232 — ок. 1238)
  -  Черниговское княжество — Мстислав Глебович, князь (1234 — 1239)
- Латинская империя — Балдуин II де Куртене, император (1228 — 1261)
  - Герцогство Афинское — Ги I де ла Рош, герцог (1225 — 1263)
  - Ахейское княжество — Жоффруа II де Виллардуэн, князь (1229 — 1246)
  - Наксосское герцогство — Анжело Санудо, герцог (1227 — 1262)
  - Эпирское царство — Михаил II Комнин Дука, царь (1230 — 1266/1268)
- Литовское княжество — Миндовг, великий князь (1236 — 1253)
- Мордва —
  -  Пурешева волость (мокша) — Пуреш, каназор (? — 1241)
- Норвегия — Хакон IV Старый, король (1217 — 1263)
- Островов королевство —
  - Дункан, король Островов и Аргайла (ок. 1200 — 1247)
  - Руаири, король Островов и Гарморана (1210 — ок. 1240)
  - Дональд, король Островов и Кинтайра (1209 — ок. 1250)
  - Олаф Чёрный, король Островов и Мэна (1226 — 1237)
  - Харальд I, король Островов и Мэна (1237 — 1248)
- Папская область — Григорий IX, папа римский (1227 — 1241)
- Польша —
  - Краковское княжество — Генрих I Бородатый, князь (1232 — 1238)
  - Великопольское княжество — 
    - Гнезненское княжество — Владислав Одонич, князь (1229 — 1238)
    - Калишское княжество — Генрих I Бородатый, князь (1234 — 1238)
    - Познанское княжество — Генрих I Бородатый, князь (1234 — 1238)

  - Куявское княжество — Казимир I Куявский, князь (1233 — 1267)
  - Ленчицкое княжество — Конрад I Мазовецкий, князь[пол.] (1231 — 1247)
  - Сандомирское княжество — Болеслав V Стыдливый, князь (1232 — 1279)
  - Серадзское княжество — Конрад I Мазовецкий, князь (1234 — 1247)
  - Силезское княжество —
    - Нижняя Силезия — Генрих I Бородатый, князь[англ.] (1201 — 1238)
    - Опольско-Ратиборское княжество — Мешко II, князь (1230 — 1246)

  - Мазовецкое княжество — Конрад I, князь[англ.] (1194 — 1247)
    - Плоцкое княжество — Болеслав I Мазовецкий, князь (1234 — 1247)
- Померания —
  - Померания-Деммин — Вартислав II, герцог (1219 — 1264)
  - Померания-Щецин — Барним I Добрый, герцог (1220 — 1278)
- Померелия (Поморье) — 
  - Рацибор, князь (в Бялогарде) (1220 — 1252)
  - Святополк II, князь (в Гданьске и Свеце) (1220 — 1266)
  - Самбор II, князь (в Любишеве) (1220 — ок. 1278)
- Португалия — Саншу II, король (1223 — 1247)
- Священная Римская империя — Фридрих II, король Германии, император Священной Римской империи (1220 — 1250)
  - Австрия — Фридрих II, герцог (1230 — 1246)
  - Ангальт — Генрих I, князь (1218 — 1252)
  - Бавария — Оттон II Светлейший, герцог (1231 — 1253)
  - Баден — Герман V, маркграф (1190 — 1243)
    - Баден-Хахберг — Генрих II, маркграф (1231 — 1290)

  - Бар — Генрих II, граф (1214 — 1239)
  - Берг — Генрих I Лимбургский, граф (1225 — 1247)
  - Брабант — Генрих II, герцог (1235 — 1248)
  - Бранденбург — 
    - Иоганн I, маркграф (1220 — 1266)
    - Оттон III Благочестивый, маркграф (1220 — 1267)

  - Брауншвейг-Люнебург — Оттон I, герцог (1235 — 1252)
  - Бургундия (графство) — Оттон III, пфальцграф (1231 — 1248)
  - Вальдек — Адольф I, граф (1224 — 1270)
  - Веймар-Орламюнде[нем.] — 
    - Альбрехт II, граф (1211 — 1245)
    - Герман II, граф (1211 — 1247)

  - Вестфалия — Генрих I фон Мульнарк, герцог (архиепископ Кельна) (1225 — 1238)
  - Вюртемберг —
    - Гартман, граф (1181 — ок. 1240)
    - Людвиг III, граф (1181 — ок. 1241)

  - Гелдерн — Оттон II, граф (1229 — 1271)
  - Голландия — Виллем II, граф (1234 — 1256)
  - Гольштейн — Адольф IV, граф (1227 — 1238)
  - Каринтия — Бернард, герцог (1201 — 1256)
  - Клеве — Дитрих V, граф (1201 — 1260)
  - Лимбург — Генрих IV, герцог (1226 — 1247)
  - Лотарингия — Матьё II, герцог (1220 — 1251)
  - Лужицкая (Саксонская Восточная) марка — Генрих III, маркграф (1221 — 1288)
  - Люксембург — Эрмезинда, графиня (1197 — 1247)
  - Марк — Адольф I, граф (1198 — 1249)
  - Мейсенская марка — Генрих III, маркграф (1221 — 1288)
  - Мекленбург — 
    - Иоганн I Теолог, князь (1227 — 1264)
    - Мекленбург-Верле — Николай I, князь (1227 — 1277)
    - Мекленбург-Пархим —  Прибислав I, князь (1227 — 1256)
    - Мекленбург-Росток — Генрих Борвин III, князь (1227 — 1277)

  - Мерания — Оттон II (Оттон III Бургундский), герцог (1234 — 1248)
  - Монбельяр — Тьерри III, граф (1228 — 1283)
  - Монферрат — Бонифаций II, маркграф (1226 — 1253)
  - Намюр — 
    - Маргарита, маркграфиня (1229 — 1237)
    - Балдуин II, император Латинской империи, маркграф (1237 — 1256)

  - Нассау — Генрих II, граф (1198 — 1247)
  - Ольденбург — 
    - Христиан II, граф (1209 — 1251)
    - Оттон I, граф (1209 — 1256)

  - Рейнский Пфальц — Оттон II Светлейший, пфальцграф (1227 — 1253)
  - Саарбрюккен — Симон III, граф (1207 — 1245)
  - Савойя — Амадей IV, граф (1233 — 1253)
  - Саксония — Альбрехт I, герцог (1212 — 1260)
  - Салуццо — Манфред III, маркграф (1215 — 1244)
  - Тироль — Альбрехт IV, граф (1190 — 1253)
  - Трирское курфюршество — Теодорих II, курфюрст (1212 — 1242)
  - Тюрингия — Герман II, ландграф (1227 — 1241)
  - Чехия — Вацлав I, король (1230 — 1253)
    - Моравская марка — Пржемысл, маркграф (1228 — 1239)

  - Швабия — Конрад III, герцог (1235 — 1254)
  - Шверин — Гунцелин III, граф (1228 — 1274)
  - Эно (Геннегау) — Жанна, графиня (1205 — 1244)
  - Юлих — Вильгельм IV, граф (1218 — 1278)
- Сербия — Стефан Владислав I, король (1234 — 1243)
- Сицилийское королевство — Федерико II, король (1197 — 1212, 1217 — 1250)
- Тевтонский орден — Герман фон Зальца, великий магистр (1209 — 1239)
  - Ливонский орден — Герман фон Балк, ландмейстер (1237 — 1238)
- Уэльс —
  - Гвинед — Лливелин Великий, принц (1195 — 1240)
  - Дехейбарт — 
    - Рис Мечилл, принц Диневура (1234 — 1244)
    - Маредид ап Рис Григ, принц Дрислуина (1234 — 1271)

  - Поуис Вадог — Грифид ап Мадог, король (1236 — 1269)
  - Поуис Венвинвин — Лливелин Великий, король (1208 — 1212, 1216 — 1240)
- Франция — Людовик IX Святой, король (1226 — 1270)
  - Ангулем — Изабелла, графиня (1202 — 1246)
  - Арманьяк — Пьер Жеро, граф (1219 — 1241)
  - Артуа — Роберт I Добрый, граф (1237 — 1250)
  - Блуа — Мария д'Авен, графиня (1230 — 1241)
  - Бретань — 
    - Пьер I, герцог (1221 — 1237)
    - Жан I, герцог (1237 — 1286)

  - Булонь — Матильда де Даммартен, графиня (1216 — 1260)
  - Бургундия (герцогство) — Гуго IV, герцог (1218 — 1272)
  - Макон — Алиса, графиня (1224 — 1239)
  - Невер — Матильда де Куртене, графиня (1199 — 1257)
  - Овернь — Гильом X, граф (1222 — 1247)
  - Прованс — Раймунд VII Тулузский, маркиз (1222 — 1249)
  - Тулуза — Раймонд VII, граф (1222 — 1249)
  - Фландрия — Жанна, графиня (1205 — 1244)
  - Фуа — Роже Бернар II, граф (1223 — 1241)
  - Шалон — 
    - Жан I Мудрый, граф (1227 — 1237)
    - в 1237 году вошло в состав герцогства Бургундия

  - Шампань — Тибо IV Трубадур, граф (1201 — 1253)
- Швеция — Эрик Шепелявый, король (1222 — 1229, 1234 — 1250)
- Шотландия — Александр II, король (1214 — 1249)

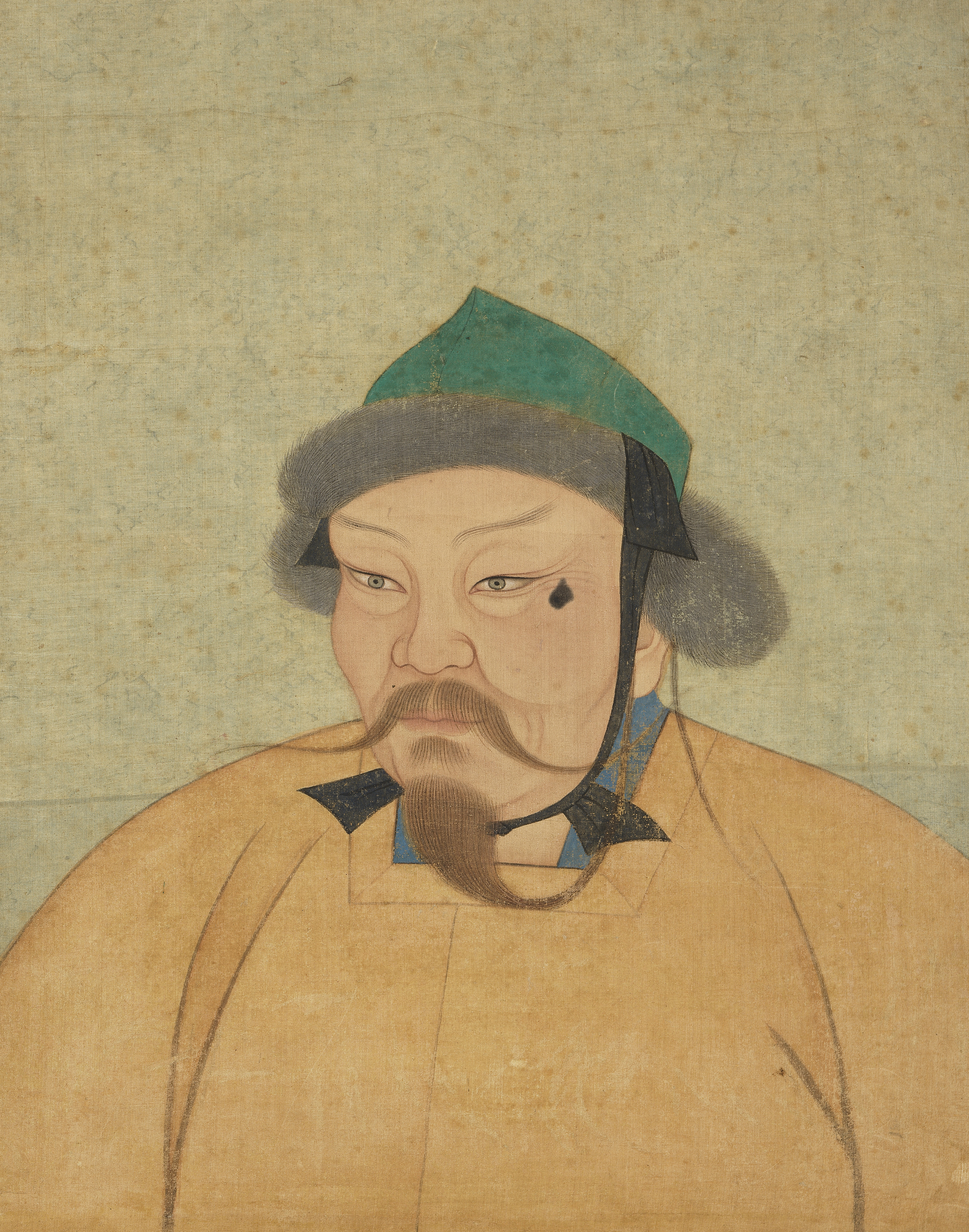
Угэдэй 1229-1241 Великий хан Монголии
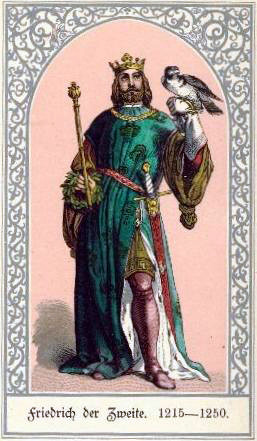
Фридрих II 1220-1250 Император Священной Римской империи
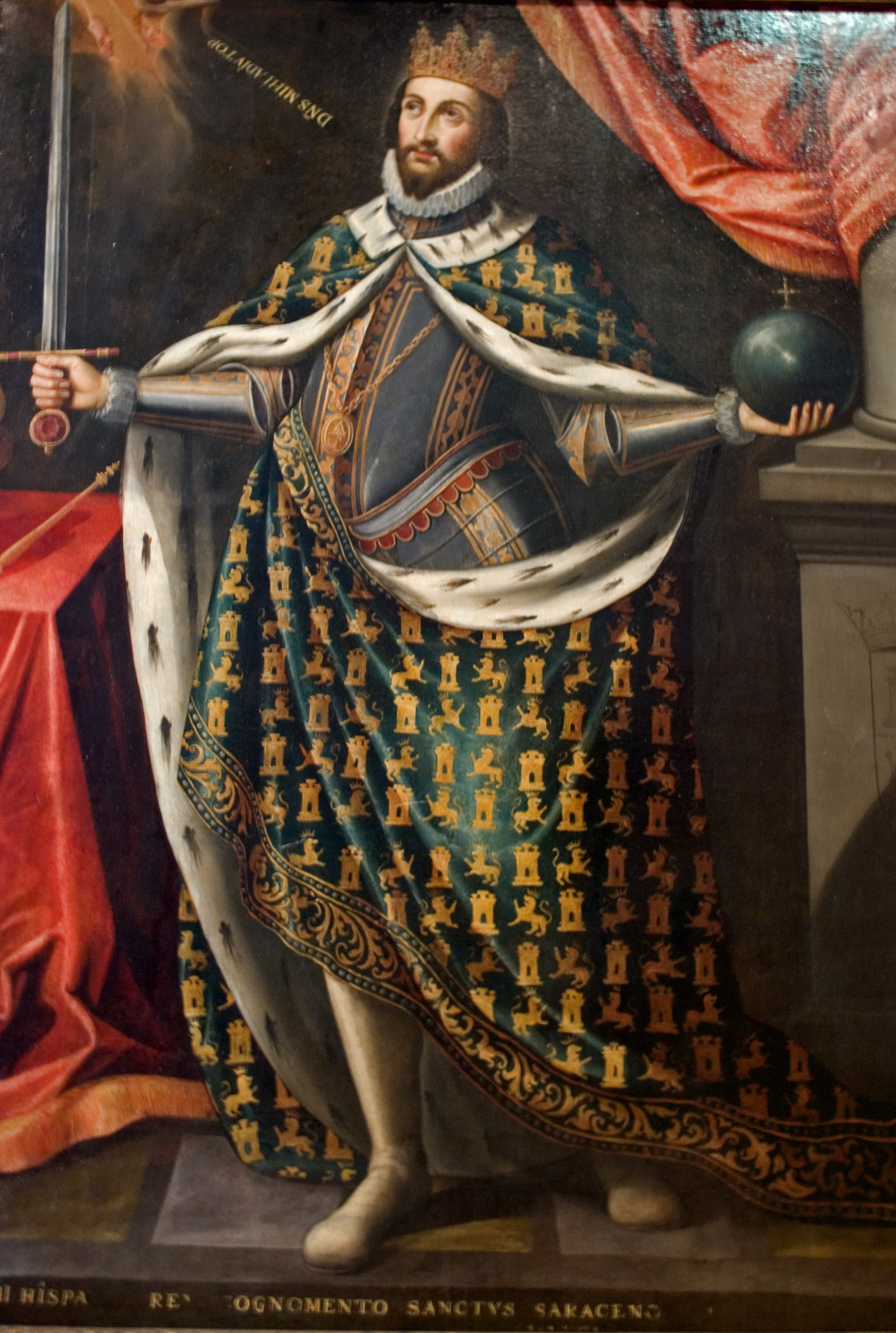
Фернандо III 1230-1252 Король Кастилии и Леона
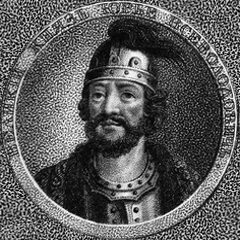
Юрий Всеволодович 1212-1216, 1218-1238 Великий князь Владимирский
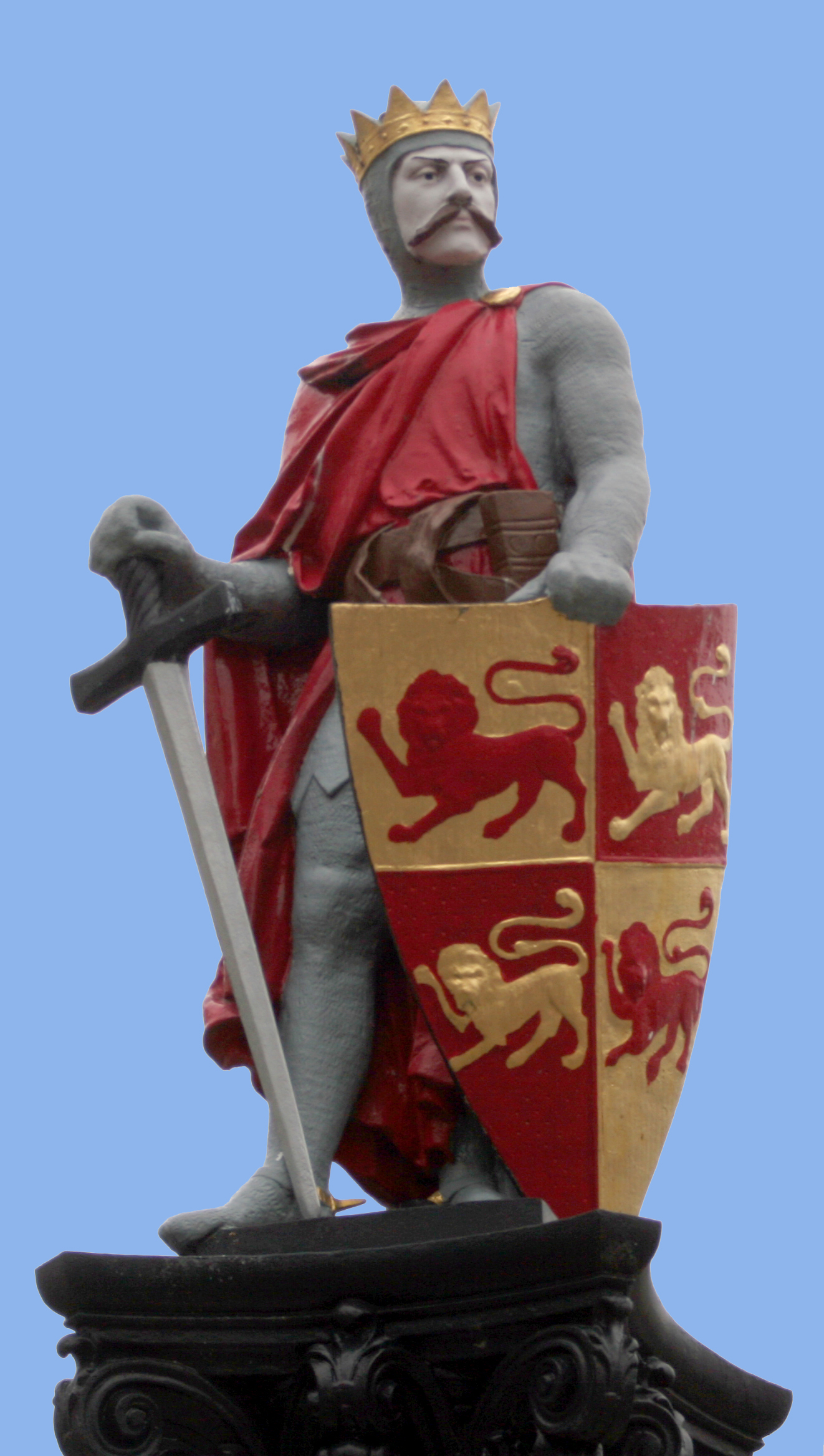
Лливелин Великий 1195-1240 Принц Уэльса
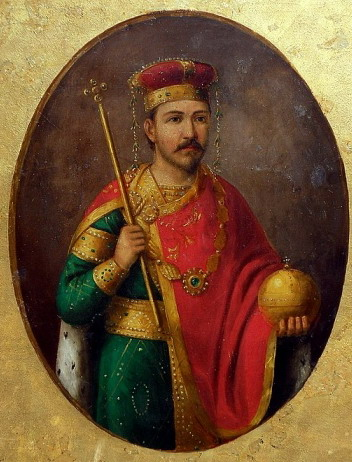
Иван Асень II 1218-1241 Царь Болгарии
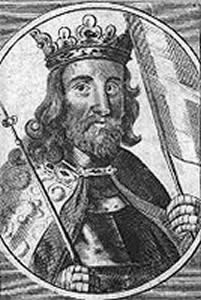
Вальдемар II 1202-1241 Король Дании
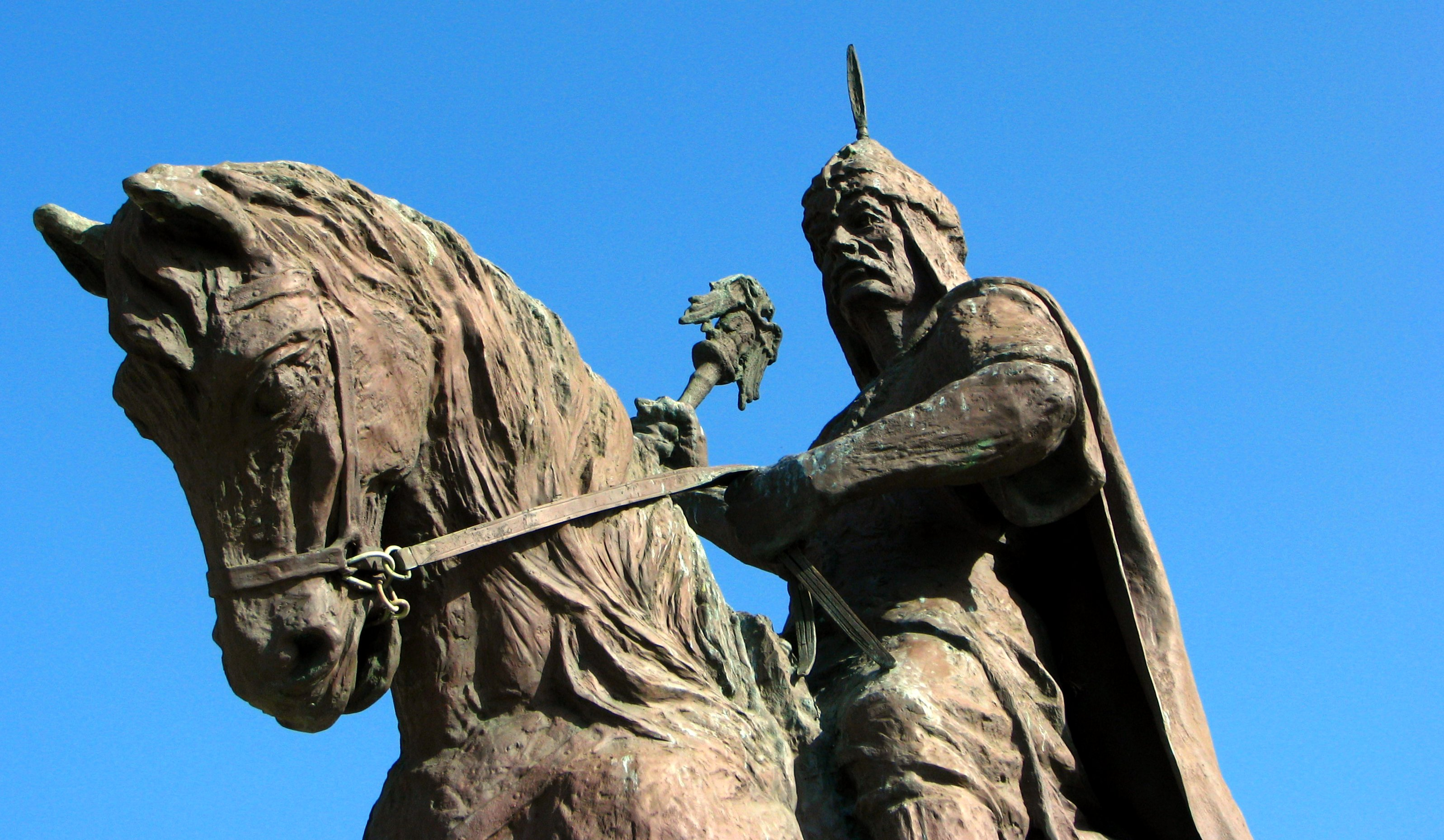
Кей-Кубад I 1219-1237 Султан Рума
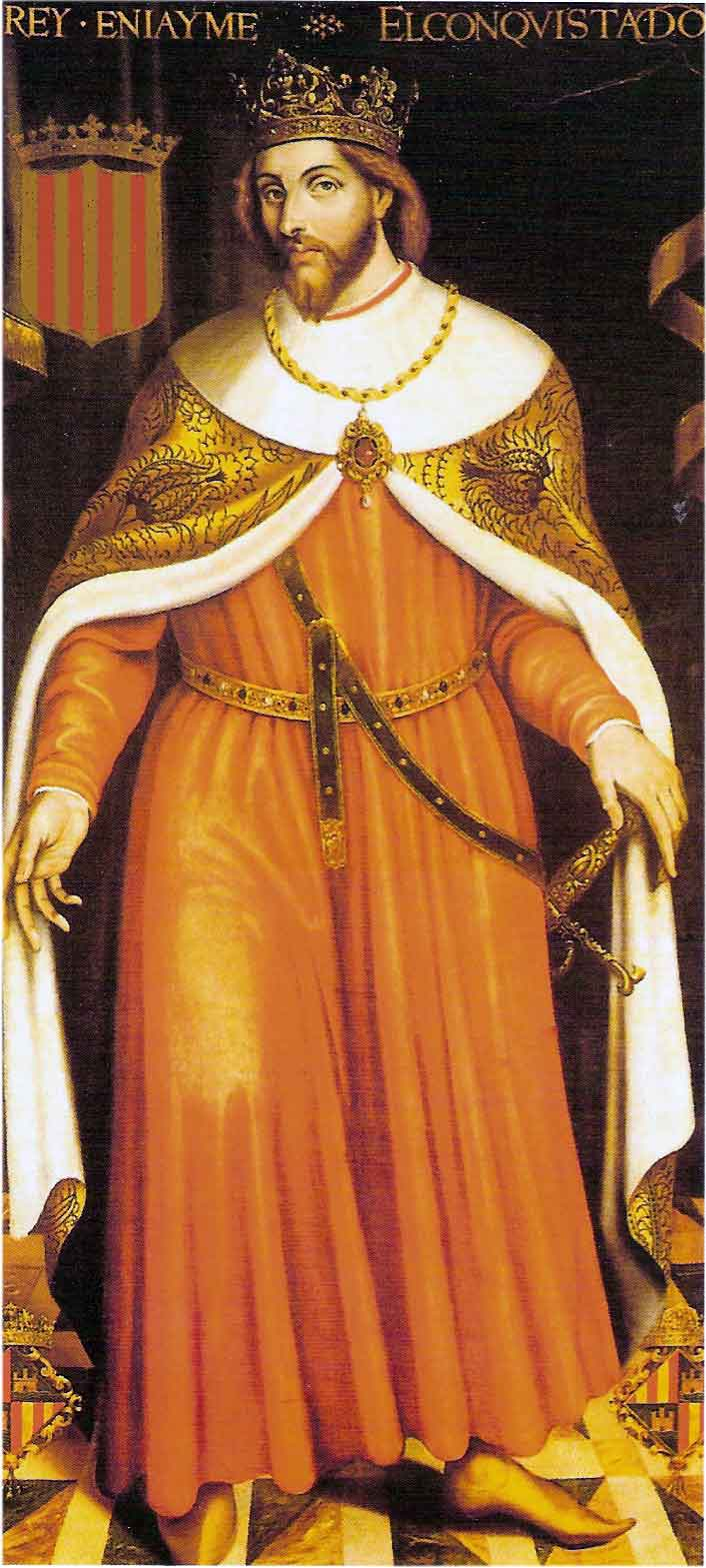
Хайме I Завоеватель 1213-1276 Король Арагона
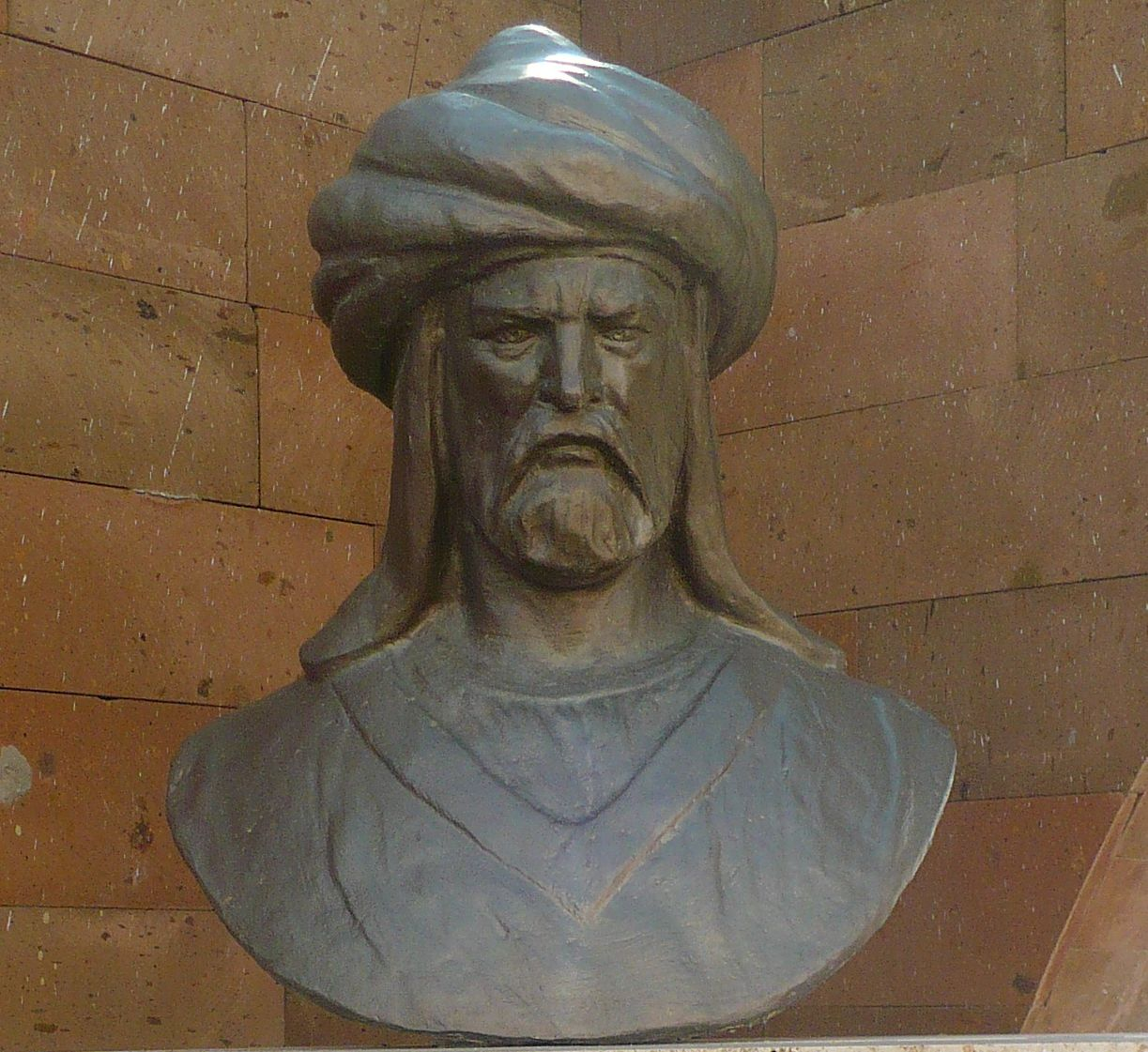
Батый 1227-1255 Хан Золотой Орды
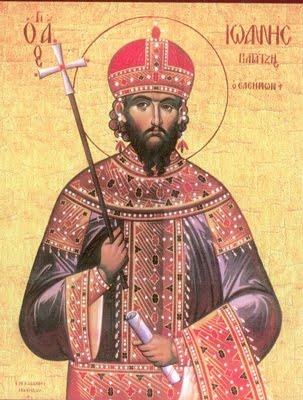
Иоанн III Дука Ватац 1221-1254 Император Никейской империи
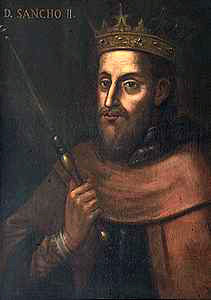
Саншу II 1223-1247 Король Португалии
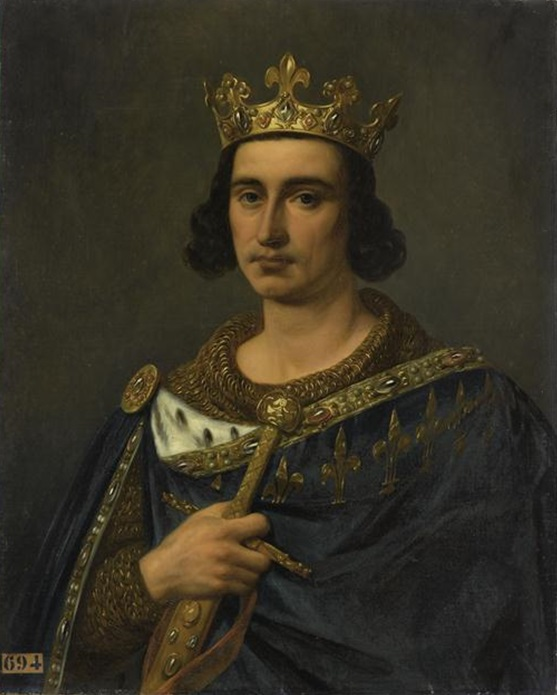
Людовик IX Святой 1226-1270 Король Франции
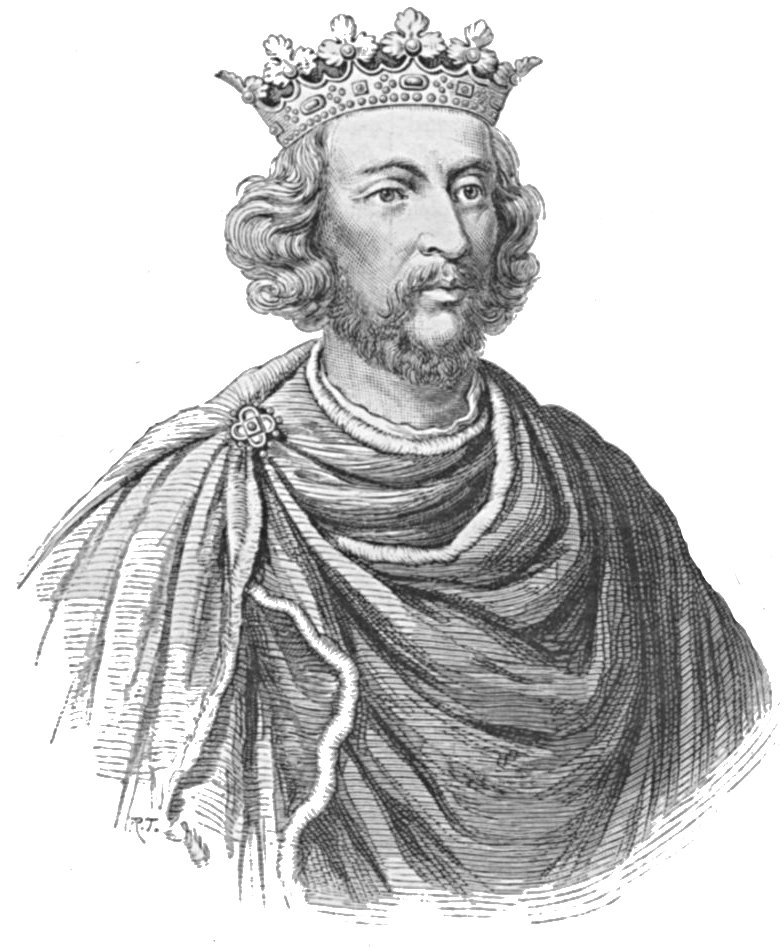
Генрих III 1216-1272 Король Англии
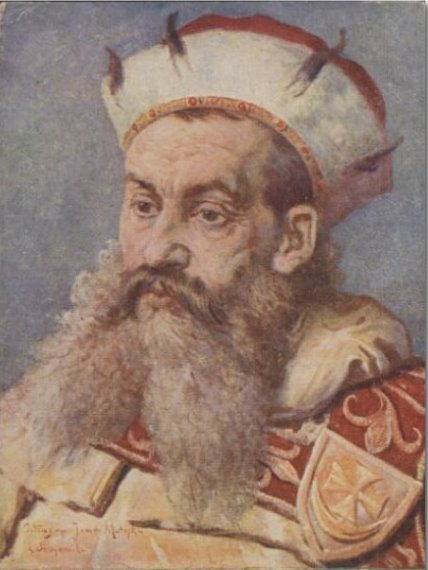
Генрих I Бородатый 1232-1238 Князь Краковский
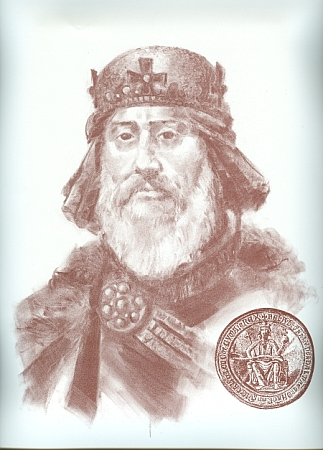
Бела IV 1235-1270 Король Венгрии
Ли-цзун 1224-1264 Император Китая
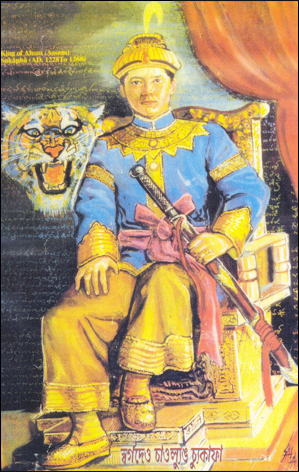
Сукапхаа 1228-1268 Махараджа Ахома
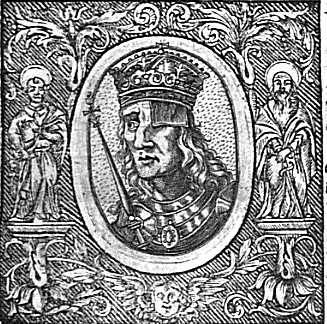
Вацлав I 1230-1252 Король Чехии
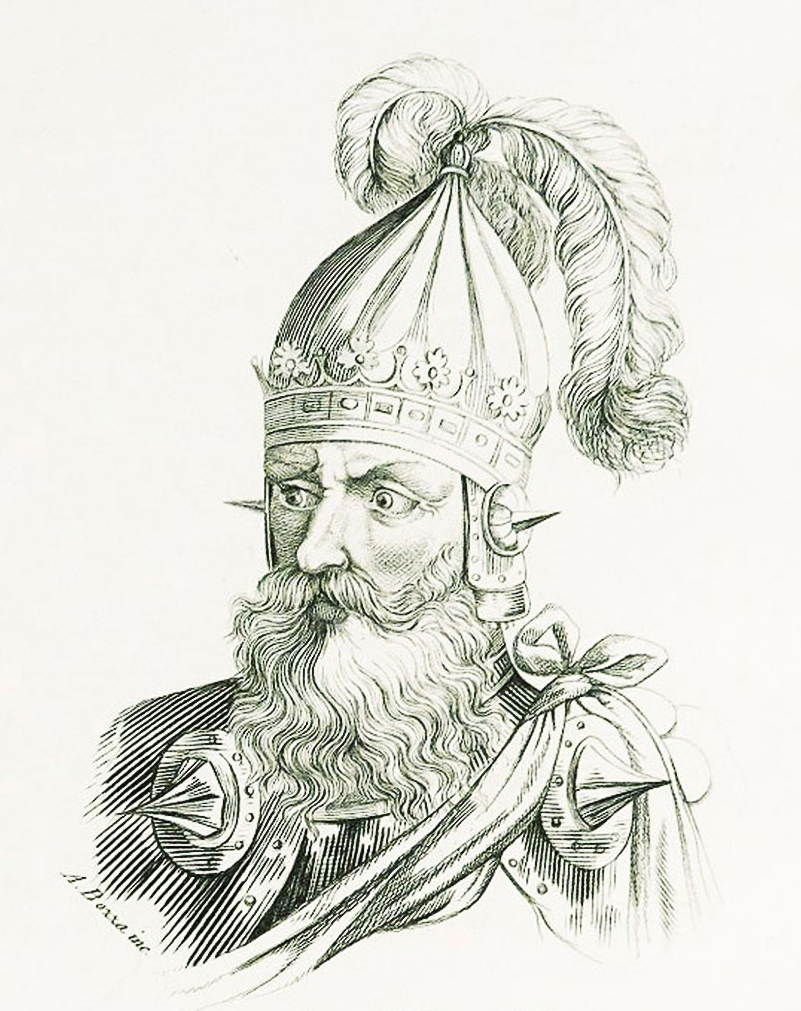
Миндовг 1236-1253 Великий князь Литовский
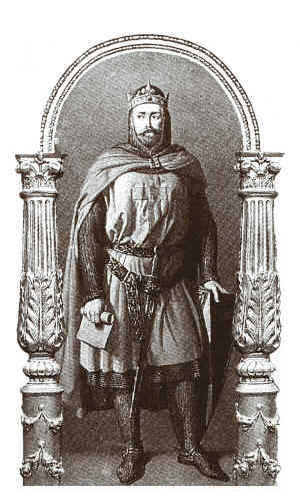
Теобальдо I 1234-1253 Король Наварры
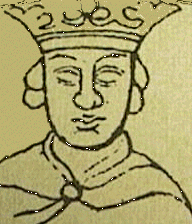
Эрик Шепелявый 1234-1250 Король Швеции
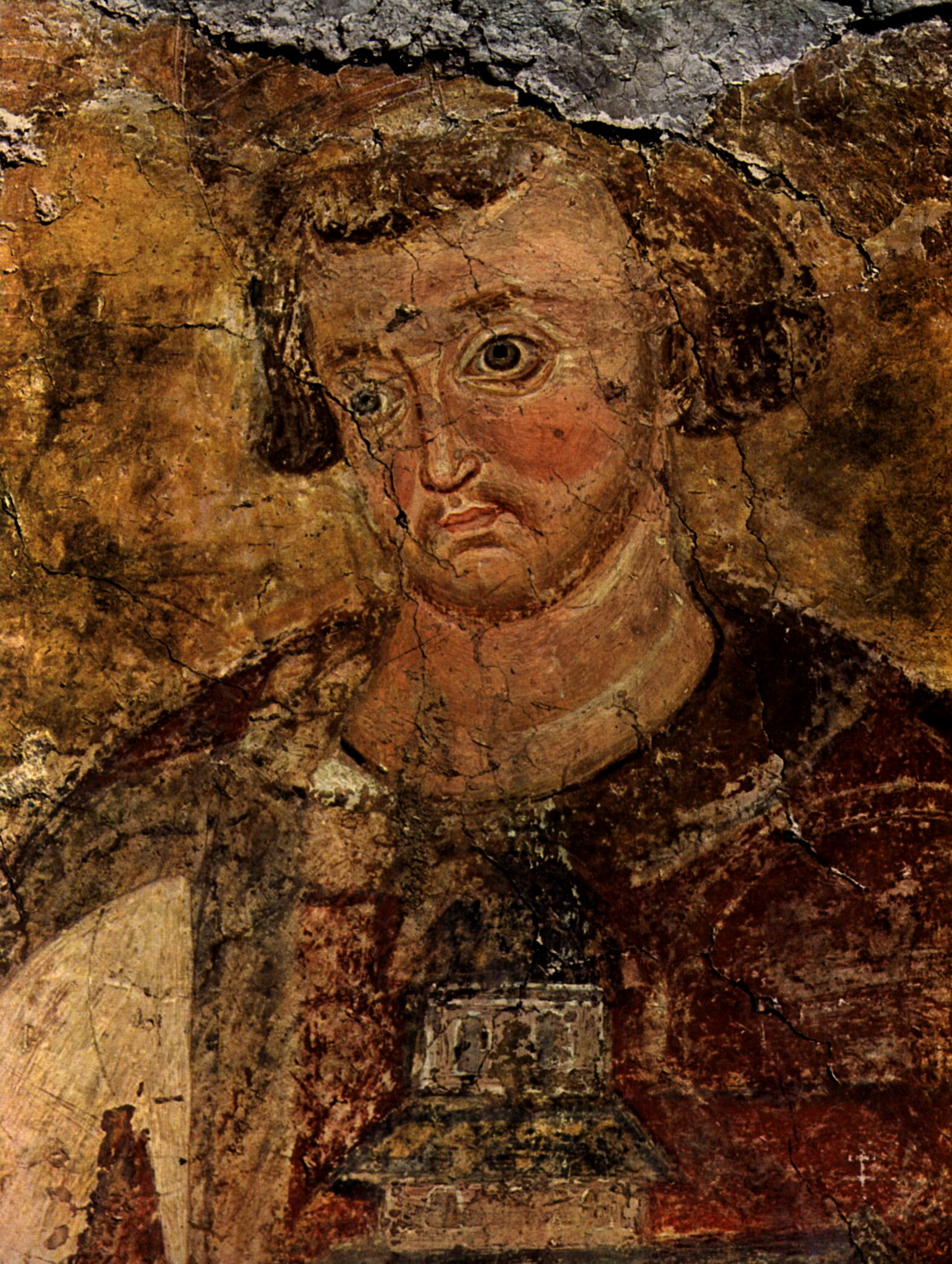
Стефан Владислав 1234-1243 Король Сербии
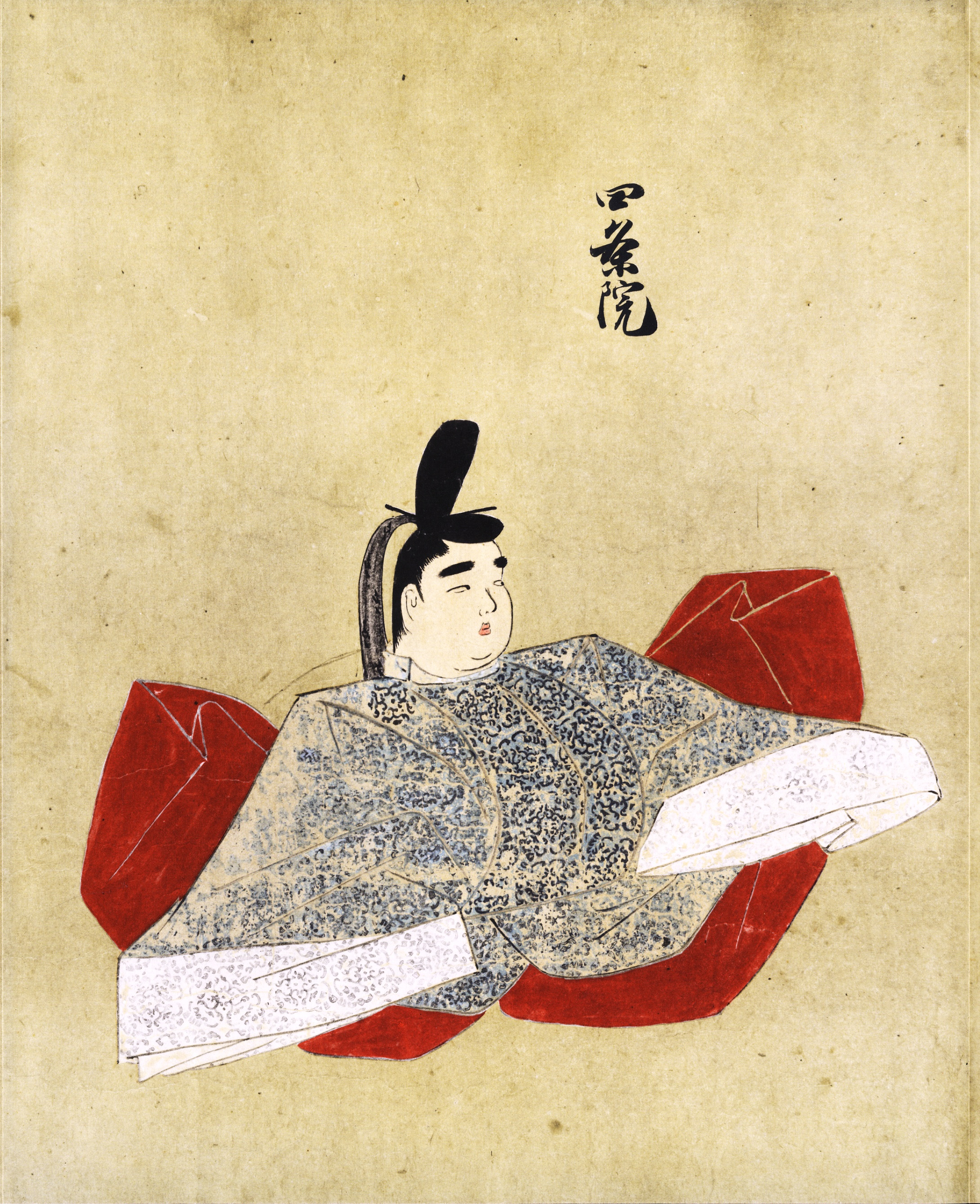
Сидзё 1232-1242 Император Японии
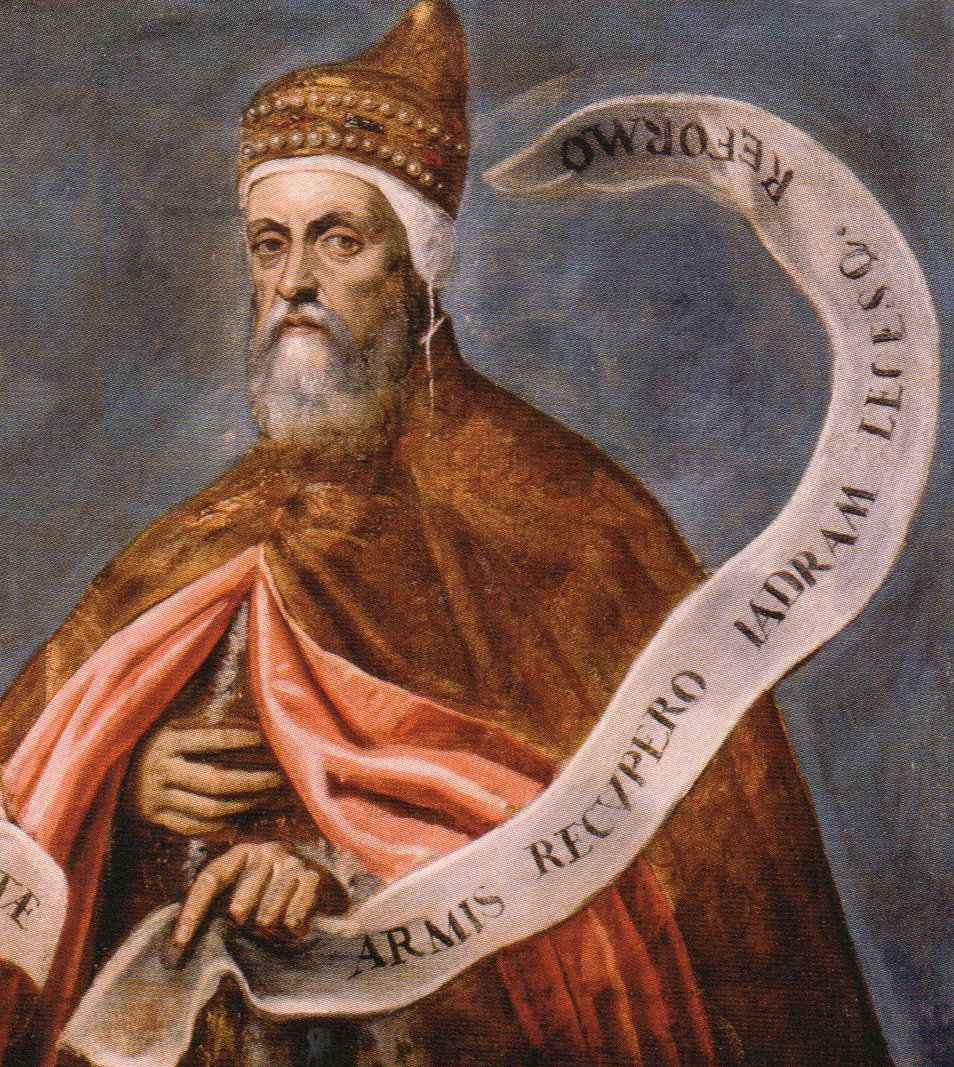
Якопо Тьеполо 1229-1249 Дож Венеции
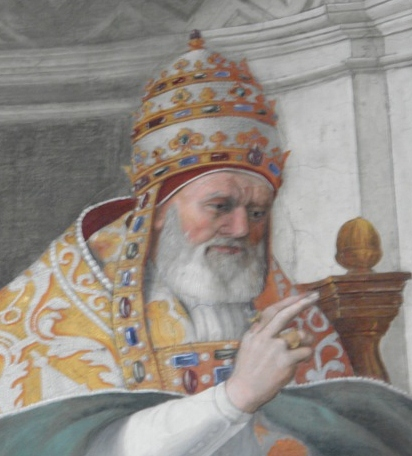
Григорий IX 1227-1241 Папа римский